# DHRS9
DHRS9 (англ. Dehydrogenase/reductase 9) – білок, який кодується однойменним геном, розташованим у людей на короткому плечі 2-ї хромосоми.  Довжина поліпептидного ланцюга білка становить 319 амінокислот, а молекулярна маса — 35 227.
| 10         |  | 20         |  | 30         |  | 40         |  | 50         |
| ---------- |  | ---------- |  | ---------- |  | ---------- |  | ---------- |
| MLFWVLGLLI |  | LCGFLWTRKG |  | KLKIEDITDK |  | YIFITGCDSG |  | FGNLAARTFD |
| KKGFHVIAAC |  | LTESGSTALK |  | AETSERLRTV |  | LLDVTDPENV |  | KRTAQWVKNQ |
| VGEKGLWGLI |  | NNAGVPGVLA |  | PTDWLTLEDY |  | REPIEVNLFG |  | LISVTLNMLP |
| LVKKAQGRVI |  | NVSSVGGRLA |  | IVGGGYTPSK |  | YAVEGFNDSL |  | RRDMKAFGVH |
| VSCIEPGLFK |  | TNLADPVKVI |  | EKKLAIWEQL |  | SPDIKQQYGE |  | GYIEKSLDKL |
| KGNKSYVNMD |  | LSPVVECMDH |  | ALTSLFPKTH |  | YAAGKDAKIF |  | WIPLSHMPAA |
| LQDFLLLKQK |  | AELANPKAV  |  |            |  |            |  |            |

A: Аланін

C: Цистеїн

D: Аспарагінова кислота

E: Глутамінова кислота

F: Фенілаланін

G: Гліцин

H: Гістидин

I: Ізолейцин

K: Лізин

L: Лейцин

M: Метіонін

N: Аспарагін

P: Пролін

Q: Глутамін

R: Аргінін

S: Серин

T: Треонін

V: Валін

W: Триптофан

Кодований геном білок за функцією належить до оксидоредуктаз. 
Задіяний у таких біологічних процесах як поліморфізм, альтернативний сплайсинг. 
Білок має сайт для зв'язування з НАД, НАДФ. 
Локалізований у мембрані, ендоплазматичному ретикулумі, мікросомах.